# Gare de Viège
La gare de Viège (ou Visp en Allemand) est la principale gare ferroviaire de la commune suisse de Viège, dans le canton du Valais. Elle se situe dans le centre-ville.

## Situation ferroviaire
Établie à 651 mètres d'altitude, la gare de Viège est située au point kilométrique 136,66 de la ligne du Simplon ainsi qu'au point kilométrique 8,877 de la ligne à écartement métrique de Brigue MGB à Zermatt.
La partie de la gare située sur la ligne du Simplon est dotée de deux quais centraux entourés par quatre voies, sans compter les voies supplémentaires pour le stationnement de matériel roulant. La partie située sur la ligne métrique de Brigue à Zermatt est dotée de trois voies et de deux quais dont un central.

## Histoire
La gare de Viège a été inaugurée en 1878 avec la mise en service du tronçon Loèche - Brigue de la ligne du Simplon. La première section de ligne à écartement métrique de Brigue MGB à Zermatt, de Visp à Stalden-Saas, a ensuite été mise en service en 1890 et a été prolongée l'année suivante jusqu'à Zermatt. Elle a ensuite été prolongée en 1930 de Viège à Brigue afin d'être reliée à la ligne Brigue - Furka - Oberalp. En 2003, la société Matterhorn Gotthard Bahn (agrégée couramment MGB) naît de la fusion de BVZ avec FO,,. Elle est depuis propriétaire et exploitante de l'ensemble du réseau de voies métriques récupérées du giron de ces anciennes entreprises.
L'entrée en service du tunnel de base de Lötschberg en 2007 a permis de raccourcir significativement les temps de parcours en train entre Berne et Brigue. La tête sud du tunnel débouche sur la ligne du Simplon, entre les gares de Rarogne et Viège, où s'insère donc le trafic en provenance du tunnel. C'est pourquoi la gare a été rénovée, entre autres avec la construction d'un nouveau bâtiment de voyageurs et de nouveaux quais.

## Service des voyageurs

### Accueil
Gare des CFF et du MGB, elle dispose d'un vaste bâtiment voyageurs où se situent de nombreux commerces ainsi qu'un guichet de vente de titres de transport. Elle est entièrement accessible aux personnes à mobilité réduite. On y trouve également un parking à vélos ainsi qu'un parc relais de 162 places.

### Desserte

#### Trafic grandes lignes
En termes de trafic national, la gare de Viège voit circuler trois trains par sens toutes les deux heures sur l'axe du tunnel de base du Lötschberg ainsi que deux trains par heure reliant l'aéroport international de Genève à Brigue.
Les trains de la ligne InterCity 6 circulent avec plusieurs trains EuroCity toutes les deux heures entre Bâle et Brigue via le tunnel du Lötschberg, en alternance aux autres heures avec des trains de la ligne InterCity 61 (Bâle - Interlaken-Ouest).
- Bâle CFF – Berne – Spiez – Viège – Brigue – Domodossola – Milan-Centrale
- 6 Bâle CFF – Liestal – Olten – Berne – Thoune – Spiez – Viège – Brigue
- 8 Romanshorn – Amriswil – Weinfelden – Frauenfeld – Winterthour – Zurich Aéroport – Gare centrale de Zurich - Berne – Thoune – Spiez – Viège – Brigue
- 90 Genève-Aéroport – Genève-Cornavin – Renens – Lausanne – Vevey – Montreux – Aigle – Saint-Maurice – Martigny – Sion – Sierre – Viège – Brigue

#### Trains régionaux
La gare fait partie du RER Valais, assurant des liaisons rapides à fréquence élevée dans l'ensemble du canton de Valais assurées par RegionAlps. Elle est desservie une fois par heure de Brigue à Saint-Gingolph et une deuxième fois par heure du lundi au vendredi de Brigue à Monthey.
- R : (Saint-Gingolph - Le Bouveret -) Monthey - Saint-Maurice - Martigny - Sion - Sierre - Loèche - Viège - Brigue (omnibus)

Elle est également desservie par les trains régionaux des MGB en direction de Zermatt, Fiesch et Andermatt dans le canton d'Uri.
- R : Viège - Brig Bahnhofplatz - Betten Talstation - Fiesch - Biel (Goms) - Münster - Oberwald - Realp - Andermatt
- R : Zermatt - Täsch - Saint-Nicolas - Viège (- Brig Bahnhofplatz - Betten Talstation - Fiesch)

### Intermodalité
La gare de Viège est desservie par de nombreuses lignes de bus locales exploitées par RegionAlps ainsi que des lignes interurbaines d'autocars gérées par CarPostal. Elle est ainsi desservie par les lignes de bus RegionAlps no 491 en direction de Loèche via Gampel, 493 en direction de Gampel via Rarogne ainsi que les lignes CarPostal no 511 reliant Brigue à Saas-Fee, 522 en direction d'Ausserberg, 523 vers Eggerberg, 524 vers Visperterminen, 527 vers Zeneggen et Bürchen, 528 vers Bürchen et le Moosalp, 552 vers Grächen, 621 pour Brigue via Eyholz et 622 pour Brigue via Brigerbad.